# Tectaria lawrenceana
Tectaria lawrenceana là một loài thực vật có mạch trong họ Dryopteridaceae. Loài này được (Moore) C. Chr. miêu tả khoa học đầu tiên năm 1932.